# Attaque du 15 février 2025 à Villach
L’attaque du 15 février 2025 à Villach en Autriche est un attentat islamiste au couteau contre des piétons réalisée par un homme de 23 ans, présenté par les enquêteurs comme étant un ressortissant syrien ayant un « statut de résident légal ». L'attaque a entraîné la mort d'un adolescent de 14 ans et blessé cinq autres personnes.

## Faits
L'attaque a eu lieu vers 16 h, le 15 février 2025, près du centre historique de Villach, dans le sud de l'Autriche, lorsque l'assaillant a commencé à attaquer des passants au hasard avec un couteau. L'attaque a été partiellement interrompue grâce à l'intervention d'un livreur de repas syrien qui, après avoir été témoin des agressions depuis son véhicule, a foncé vers le suspect dans le but d'empêcher d'autres violences. Cette intervention a ensuite été saluée par le porte-parole de la police, Rainer Dionisio, comme ayant contribué à limiter l'ampleur de l'attaque.
Malgré cette intervention, l'assaillant a blessé cinq personnes et a tué un adolescent de 14 ans.

## Victimes
L'incident a fait au moins 5 blessés.
Alex, un adolescent de 14 ans est la seule victime mortelle de cette attaque.

## Réactions
(février 2025).
À la suite de l'attaque, les autorités autrichiennes ont interpellé le suspect tout en poursuivant une enquête active sur la possibilité d'autres auteurs. Le porte-parole de la police, Rainer Dionisio, s'est exprimé sur la chaîne publique autrichienne ORF, indiquant que les enquêteurs n'avaient pas encore déterminé le motif du suspect ni établi s'il avait agi seul, ce qui a conduit à la poursuite des recherches pour d'éventuels complices.
Le suspect a été identifié comme Ahmad G., un ressortissant syrien de 23 ans, disposant d'un titre de séjour légal en Autriche au moment des premiers rapports.
Lors d’une conférence de presse, tenue le 16 février 2025, le ministre de l’intérieur autrichien Gerhard Karner a affirmé que le suspect s’était radicalisé en ligne à l’idéologie islamiste avec du contenu de Daesh.